# Stenosphenus trispinosus
Stenosphenus trispinosus là một loài bọ cánh cứng trong họ Cerambycidae.